# Albert Neuhaus

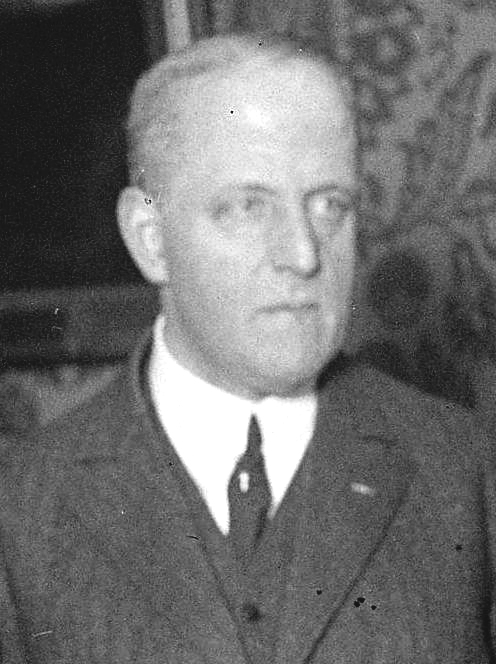

Albert Neuhaus, född 9 juli 1873, död 29 april 1948, var en tysk ämbetsman och politiker.
Neuhaus blev ämbetsman i handelsministeriet 1903, regeringsråd där 1909 och ministerialdriktör 1918-20. Han var riksnäringsminister i Hans Luthers regering i januari-oktober 1925, då han återinförde skyddstullar för jordbruket.